# Шпат Касапі
Шпат Касапі — албанський співак та автор пісень з Північної Македонії. Здобув велику популярність серед жіночої аудиторії у Косово, Албанії та рідній Північній Македонії.

## Біографія
Батьком Шпата Касапі був Наїм Касапі з Дібра Мадхе, а мати — Гйилимсере Рамадані з Тетово. Його талант — музика, переважно таллава. Викладав у початковій школі «Лірія» в Тетово, потім вступив до турецького коледжу «Яхья Кемаль» у Скоп'є і закінчив університет «ФОН» у Скоп'є.

## Кар'єра
Ще у дитинстві виявив талант до музики. У віці 13 років отримав першу премію на фестивалі Bletëzat 98 у Тетово. Першими успіхами, які являють собою міст від дитячої пісні до дорослої пісні, були презентації та перша премія на фестивалі «Пісня сезону 2002» у Тирані, громадська нагорода на фестивалі «Nota Fest 2003» у Скоп'є та громадська нагорода на «Albafest 2003» у м. Скоп'є.

## Пісні
- Valle Kosovare
- Mos me prit
- Lujaj lujaj
- Aroma e saj
- Ti je ajo